# Paramarpissa
Paramarpissa es un género de arañas perteneciente a la familia Salticidae.

## Especies
Este género contienen las siguientes especies:
- Paramarpissa albopilosa (Banks, 1902) — USA, México
- Paramarpissa griswoldi Logunov & Cutler, 1999 — USA, México
- Paramarpissa laeta Logunov & Cutler, 1999 — México
- Paramarpissa piratica (Peckham & Peckham, 1888) — USA, México
- Paramarpissa sarta Logunov & Cutler, 1999 — México
- Paramarpissa tibialis F. O. P.-Cambridge, 1901 — México